# No More Drama
No More Drama je v pořadí páté album americké R&B zpěvačky Mary J. Blige, které vyšlo 28. srpna 2001. Album je vnímáno jako nejosobnější zpověď této zpěvačky, která na albu zachycuje svůj život v hektickém světě.
Album obsahuje i jeden veleúspěšné hit a to píseň Familly Affair, která se dostala i na číslo jedna amerického žebříčku Billboard Hot 100.

## Seznam písní
1. Love
2. Family Affair
3. Steal Away (feat. Pharrell Williams)
4. Crazy Games
5. PMS
6. No More Drama
7. Keep It Moving
8. Destiny
9. Where I've Been (feat. Eve)
10. Beautiful Day
11. Dance For Me
12. Flying Away
13. 2U
14. In The Meantime
15. Forever No More [Báseň]
16. Testimony
17. Checkin' For Me

## Umístění ve světě
| Hitparáda      | Umístění |
| -------------- | -------- |
| USA            | 2        |
| Velká Británie | 4        |
| Švýcarsko      | 7        |
| Francie        | 8        |
| Německo        | 13       |
| Rakousko       | 17       |
| Itálie         | 18       |
| Austrálie      | 36       |
| Itálie         | 18       |
| Nový Zéland    | 31       |

| Prodejnost | Počet     |
| ---------- | --------- |
| Celkem     | 5,000,000 |